# SsangYong Rodius
SsangYong Rodius  (кор. 쌍용 로디우스, продаваемый в Австралии, Чили, Новой Зеландии, Малайзии, Таиланде, Филиппинах, Марокко, Сингапуре и Южной Африке как Stavic) — автомобиль, выпущенный в конце 2004 года южнокорейским автопроизводителем SsangYong Motor Company. Rodius — неточное сочетание слов «дорога» и «Зевс», что означает «Повелитель дороги».  Считается многоцелевым автомобилем (MPV), он доступен в конфигурациях с 7, 9 и 11 сиденьями (3 или 4 ряда), в Гонконге также доступна 5-местная версия.  Сиденья можно сложить, превратив в столики, или сложить еще больше (сложить вдвое), чтобы увеличить грузовое пространство. Их можно поворачивать, поощряя разговор, а также сдвигать вперед и назад.

## Первое поколение (2004–2013 гг.)
Двигатели представляют собой лицензированный Mercedes-Benz 6-цилиндровый бензиновый двигатель объемом 3,2 л, мощностью 217 л.с. и крутящим моментом 309 Нм,  и 5-цилиндровый дизельный двигатель Common Rail объемом 2,7 л мощностью 162 л.с. и крутящим моментом 342 Нм. Дизельный двигатель критиковали как «старомодный» и «устаревший»,  но хвалили за «надежную основу Mercedes».
Автомобиль был спроектирован Кеном Гринли,  бывшим главой курса автомобильного дизайна в Королевском колледже искусств в Лондоне. Целью дизайна было передать суть роскошной яхты.  В августе 2008 года Rodius подвергся фейслифтингу, что уменьшило критику в адрес его внешнего вида, однако стиль по-прежнему подвергался резкой критике.  Впоследствии, из-за плохой популярности, производство Rodius в Европе было прекращено без прямого преемника 31 декабря 2011 года. Однако 2 июля 2012 года Rodius вернулся с новым названием Rodius Euro, который идет с дизельным двигателем e-XDi200 мощностью 155 л.с, и доступен либо с 6-ступенчатой механической  коробкой передач, либо с автоматической коробкой передач 5G-Tronic от Mercedes-Benz.  Рецензенты часто критиковали механическую коробку передач за плохое переключение передач. При выпуске автомобиль подвергся критике со стороны многих рецензентов за плохое качество сборки,  управляемость, доработку, выбросы, производительность,  безопасность,  плавность хода,  и внутреннюю отделку,  но получил высокую оценку за его простор, практичность, соотношение цены и качества,  низкую цену, количество мест, сервисное обслуживание,  наличие полного привода, механики Mercedes-Benz и щедрые условия гарантии.  Многие из них использовались в качестве такси в аэропортах из-за щедрой гарантии и большого пространства, что позволяло перевозить целые семьи с багажом.

### Внешний вид и стиль

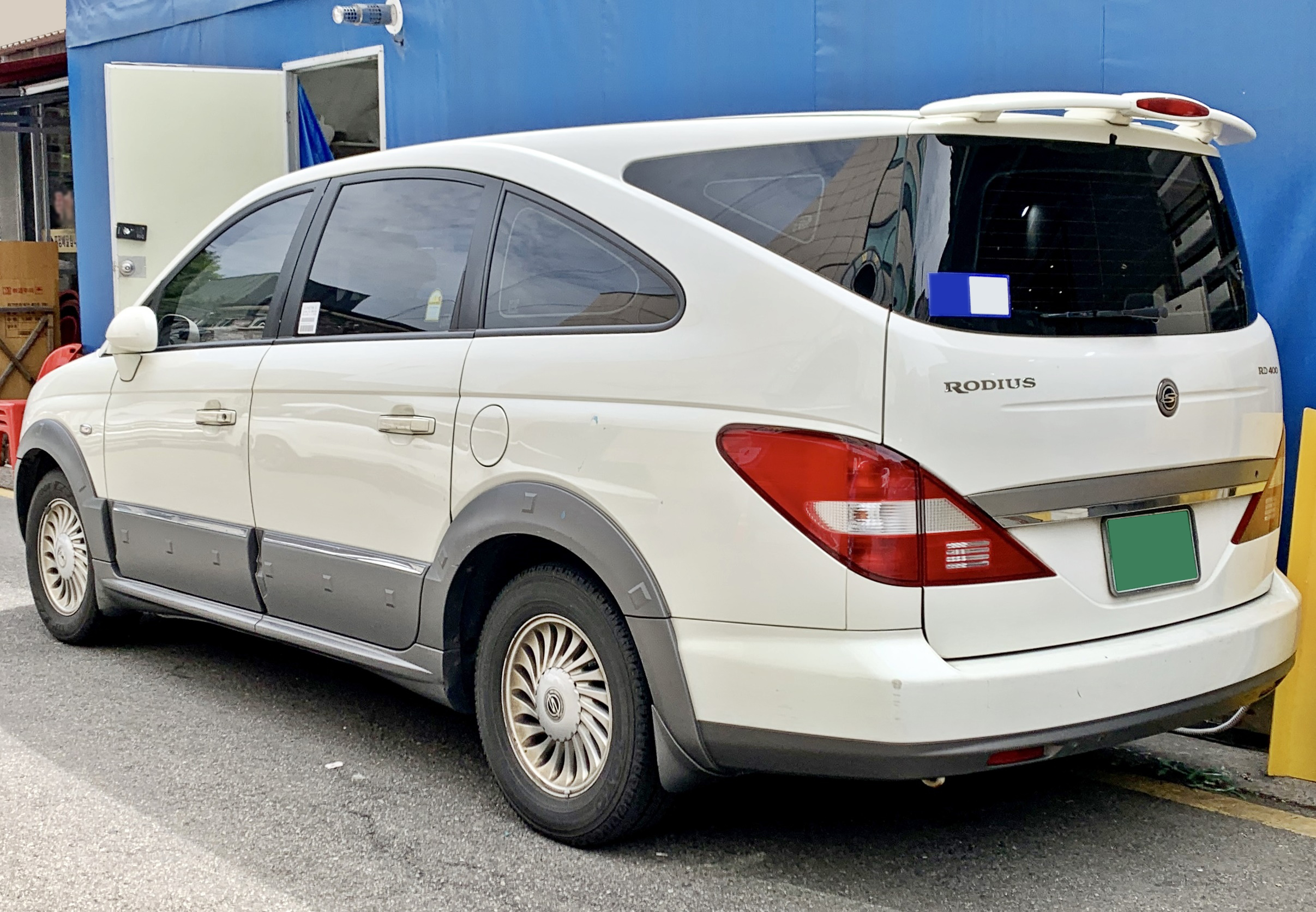
Задняя часть

В средствах массовой информации автомобиль получил несколько негативных отзывов о своем внешнем виде, многие назвали его «самым уродливым автомобилем на свете».  Описанный экспертами как «R-класс с синдромом Дауна»  и «неуклюжий на вид». Рецензенты называют Rodius «любопытный»,  «нет масляной живописи»,  «пузатый», «ужасный», «выразительный»,  «вызывающий»,  «отвратительный» , «спорный», «чудаковатый»,  «возмутительный»,  «странный», «необычный»,  «своеобразный»,  «по-свински уродливый», «гопотание» и «глазное оскорбление»  с «бесчувственным лицом»,  задняя часть «сарайной двери», «колеса магазинной тележки» и «гротескно увеличенные черты лица»,  «составленный тремя слепыми мышами». Top Gear также резко осудил этот стиль за внешний вид стандартных колпаков колес и «мрачную переднюю часть», заявив, что «весь свод правил о том, что уродливо, был переписан».
 В 2009 году автомобиль получил награду «WTF» от журнала Top Gear Magazine , в котором говорилось, что он «выглядит так, будто его разлили по бутылкам во время драки в пабе и сшили обратно».  Джереми Кларксон описал машину как купе и фургон для перевозки грузов, «слитых вместе в результате самого нечестивого слияния с тех пор, как Калигула влюбился в свою лошадь », с «колесами... размером со Smarties »,  а Ричард Хаммонд раскритиковал его как «довольно уродливый». Из-за своего внешнего вида автомобильные журналисты быстро окрестили автомобиль «Одиозным Родиусом», некоторые из которых описывали его как «удивленного бегемота», который был «настолько уродлив, что мог напугать маленьких детей».  Читатели Daily Telegraph назвали этот автомобиль самым уродливым автомобилем на дороге, набрав 29% голосов, отметив, что «даже его собственная мать назвала бы его уродливым». Sydney Morning Herald описала автомобиль как «разрушающуюся автобусную остановку», а Уилс — как «имеющий лицо, похожее на обгоревший ремень». В ответ на эту критику компания SsangYong отрицает, что автомобиль уродлив, и отвечает, что автомобиль «имеет сильную эмоциональную составляющую, которая сделает его центром внимания, где бы он ни находился».
В 2015 году Rodius 1-го поколения стал одним из самых популярных автомобилей на гоночной трассе Banger благодаря своему высокому центру тяжести и высокой прочности при столкновении, что в конечном итоге привело к запрету на участие в этом виде спорта в 2017 году, став вторым автомобилем, запрещенным к участию в гонках Banger после Chrysler Imperial в 2016 году.
В 2017 году британский автомобильный телесериал Top Gear попытался реализовать дизайнерские устремления Гринли, объединив дорестайлинговый Rodius с шасси лодки, чтобы создать роскошную яхту, которую они назвали SsangYacht. Он был протестирован в гавани Монако и рассмотрен ведущим Эдди Джорданом для Boat International.

## Второе поколение (2012–2019 гг.)
Второе поколение Rodius, получившее название Korando Turismo ( корейский : 코란도 투리스모) в Южной Корее, было представлено 5 февраля 2013 года и впервые было показано на Женевском автосалоне 2013 года, продажи которого начались вскоре после этого. Новая модель выпускается в девяти-, десяти- или одиннадцати местной конфигурации (в дополнение к стандартным пяти- и семиместным вариантам) и имеет грузовой объем до 3240 литров. В основе нового Rodius/Korando Turismo лежит 2,0-литровый турбодизельный двигатель, соединенный либо с 6-ступенчатой механической коробкой передач, либо с 5-ступенчатой автоматической коробкой передач от Mercedes-Benz.  Текущий Turismo 2016+ предлагает обновленную 7-ступенчатую коробку передач Mercedes-Benz e-Tronic с той же 6-ступенчатой механической коробкой передач. Turismo 2016+ также соответствует стандартам выбросов Евро 6.  Автомобиль основан на той же платформе, что и его предшественник.
Это поколение автомобиля имеет в Великобритании название Turismo из-за особенно негативной реакции на предыдущую модель относительно ее стиля. 
В марте 2014 года Stavic второго поколения был удостоен награды «Автомобиль года 2014 — лучший дизайн минивэна» от Grand Prix , самого известного автомобильного журнала в Таиланде, на 35-м Международном автосалоне в Бангкоке 2014.  Стиль получил высокую оценку как значительное улучшение по сравнению с предшественником.
В июле 2018 года была выпущена последняя обновленная версия с меньшими фарами, новой решеткой радиатора, новым передним бампером, измененным капотом, измененным дизайном передних крыльев, новым рулевым колесом и новым информационно-развлекательным блоком.
В 2019 году Ssangyong прекратила выпуск Rodius/Stavic, не запланировав какого-либо преемника, сославшись на плохие продажи и внедрение стандартов Euro 6D-Temp , поскольку дизельные двигатели 2,0 л e-XDI 200 I4 и 2,2 л e-XDI 220 I4, предлагаемые на Rodius, не подлежит дальнейшей модификации для соответствия новым нормам выбросов. Прекращение выпуска Ssangyong Rodius/Stavic позволит Ssangyong сосредоточиться на кроссоверах, внедорожниках и  пикапах.